# Вольная борьба на летней Спартакиаде народов СССР 1975
Соревнования по вольной борьбе в рамках VI летней Спартакиады народов СССР проходили в Киеве с 5 по 8 июля 1975 года. Одновременно турнир имел статус 31-го Чемпионата СССР по вольной борьбе. В соревнованиях участвовало 156 борцов.

## Медалисты
| Весовая категория   | Золото                                         | Серебро                                      | Бронза                                            |
| ------------------- | ---------------------------------------------- | -------------------------------------------- | ------------------------------------------------- |
| Наилегчайший вес    | Анатолий Харитонюк «Спартак» (Киев)            | Рафик Гаджиев «Динамо» (Баку)                | Михаил Ноговицын Вооружённые Силы (Узбекская ССР) |
| Легчайший вес       | Арсен Алахвердиев Вооружённые Силы (Махачкала) | Роман Дмитриев Вооружённые Силы (Москва)     | Александр Иванов Вооружённые Силы (Алма-Ата)      |
| Полулёгкий вес      | Владимир Юмин «Труд» (Махачкала)               | Рамазан Нурманов Вооружённые Силы (Алма-Ата) | Владимир Родионов «Локомотив» (Ленинград)         |
| Лёгкий вес          | Борис Базаев Вооружённые Силы (Москва)         | Юрий Королёв «Красное Знамя» (Минск)         | Батал-Мухамед Гаджиев «Динамо» (Махачкала)        |
| 1-й полусредний вес | Павел Пинигин Вооружённые Силы (Киев)          | Ихаку Гайдарбеков Вооружённые Силы (Баку)    | Тимур Сокаев «Спартак» (Москва)                   |
| 2-й полусредний вес | Пётр Марта «Трудовые Резервы» (Кишинёв)        | Руслан Ашуралиев «Урожай» (Махачкала)        | Хасан Зангиев «Буревестник» (Ташкент)             |
| 1-й средний вес     | Магомедхан Арацилов «Урожай» (Махачкала)       | Виктор Новожилов «Динамо» (Ленинград)        | Василий Сюльжин «Динамо» (Минск)                  |
| 2-й средний вес     | Анатолий Прокопчук «Спартак» (Москва)          | Бекхан Тунгаев Вооружённые Силы (Грозный)    | Роман Рудерман Вооружённые Силы (Минск)           |
| Полутяжёлый вес     | Владимир Гулюткин «Спартак» (Киев)             | Леван Тедиашвили «Локомотив» (Тбилиси)       | Иван Ярыгин «Труд» (Красноярск)                   |
| Тяжёлый вес         | Сослан Андиев «Динамо» (Орджоникидзе)          | Нодар Модебадзе «Локомотив» (Тбилиси)        | Лийва Калю «Динамо» (Таллин)                      |